# Matilde de Waldeck e Pyrmont
Matilde de Waldeck e Pyrmont (Rhoden, 10 de abril de 1801 - Karlsruhe, 13 de abril de 1825) foi uma duquesa de Württemberg por casamento.

## Biografia
Matilde era a terceira filha do príncipe Jorge I de Waldeck e Pyrmont e da duquesa Augusta de Schwarzburg-Sondershausen. A 20 de abril de 1817, quando tinha dezasseis anos de idade, casou-se com o duque Eugénio de Württemberg. O casal teve três filhos:
1. Maria de Württemberg (25 de março de 1818 - 10 de abril de 1888); casada com o conde Carlos II de Hesse-Philippsthal; com descendência.
2. Eugénio Guilherme de Württemberg (25 de dezembro de 1820] – 8 de janeiro de 1875); casado com a princesa Matilde de Schaumburg-Lippe; com descendência.
3. Guilherme Alexandre de Württemberg (13 de abril de 1825 - 25 de abril de 1825); morreu com dois dias de idade.

Matilde morreu ao dar à luz o seu último filho, Guilherme, aos vinte-e-quatro anos de idade.

## Genealogia
| Matilde de Waldeck e Pyrmont | Pai: Jorge I, Príncipe de Waldeck e Pyrmont | Avô paterno: Carlos Augusto, Príncipe de Waldeck e Pyrmont     | Bisavô paterno: Frederico António Ulrico, Príncipe de Waldeck e Pyrmont |
| Matilde de Waldeck e Pyrmont | Pai: Jorge I, Príncipe de Waldeck e Pyrmont | Avô paterno: Carlos Augusto, Príncipe de Waldeck e Pyrmont     | Bisavó paterna: Luísa do Palatinado-Zweibrücken-Birkenfeld              |
| Matilde de Waldeck e Pyrmont | Pai: Jorge I, Príncipe de Waldeck e Pyrmont | Avó paterna: Cristiana Henriqueta do Palatinado-Zweibrücken    | Bisavô paterno: Cristiano III, Conde Palatino de Zweibrücken            |
| Matilde de Waldeck e Pyrmont | Pai: Jorge I, Príncipe de Waldeck e Pyrmont | Avó paterna: Cristiana Henriqueta do Palatinado-Zweibrücken    | Bisavó paterna: Carolina de Nassau-Saarbrücken                          |
| Matilde de Waldeck e Pyrmont | Mãe: Augusta de Schwarzburg-Sondershausen   | Avô materno: Augusto II, Príncipe de Schwarzburg-Sondershausen | Bisavô materno: Augusto I, Príncipe de Schwarzburg-Sondershausen        |
| Matilde de Waldeck e Pyrmont | Mãe: Augusta de Schwarzburg-Sondershausen   | Avô materno: Augusto II, Príncipe de Schwarzburg-Sondershausen | Bisavó materna: Carlota Sofia de Anhalt-Bernburg                        |
| Matilde de Waldeck e Pyrmont | Mãe: Augusta de Schwarzburg-Sondershausen   | Avó materna: Cristina de Anhalt-Bernburg                       | Bisavô materno: Vítor Frederico, Príncipe de Anhalt-Bernburg            |
| Matilde de Waldeck e Pyrmont | Mãe: Augusta de Schwarzburg-Sondershausen   | Avó materna: Cristina de Anhalt-Bernburg                       | Bisavó materna: Albertina de Brandenburg-Schwedt                        |